# Granius Licinianus
Granius Licinianus byl římský dějepisec, který žil pravděpodobně ve 2. století n. l.
Z jeho díla se zachovalo jen několik málo zlomků pokrývajících dobu mezi léty 163 př. n. l. až 78 př. n. l.